# مصطفی ابراهیم
مصطفی ابراهیم (انگلیسی: Moustafa Ibrahim؛ زادهٔ ۱ اوت ۱۹۷۰) بازیکن فوتبال است.
وی همچنین در تیم ملی فوتبال مصر بازی کرده‌است.